# Bicicleta plegable

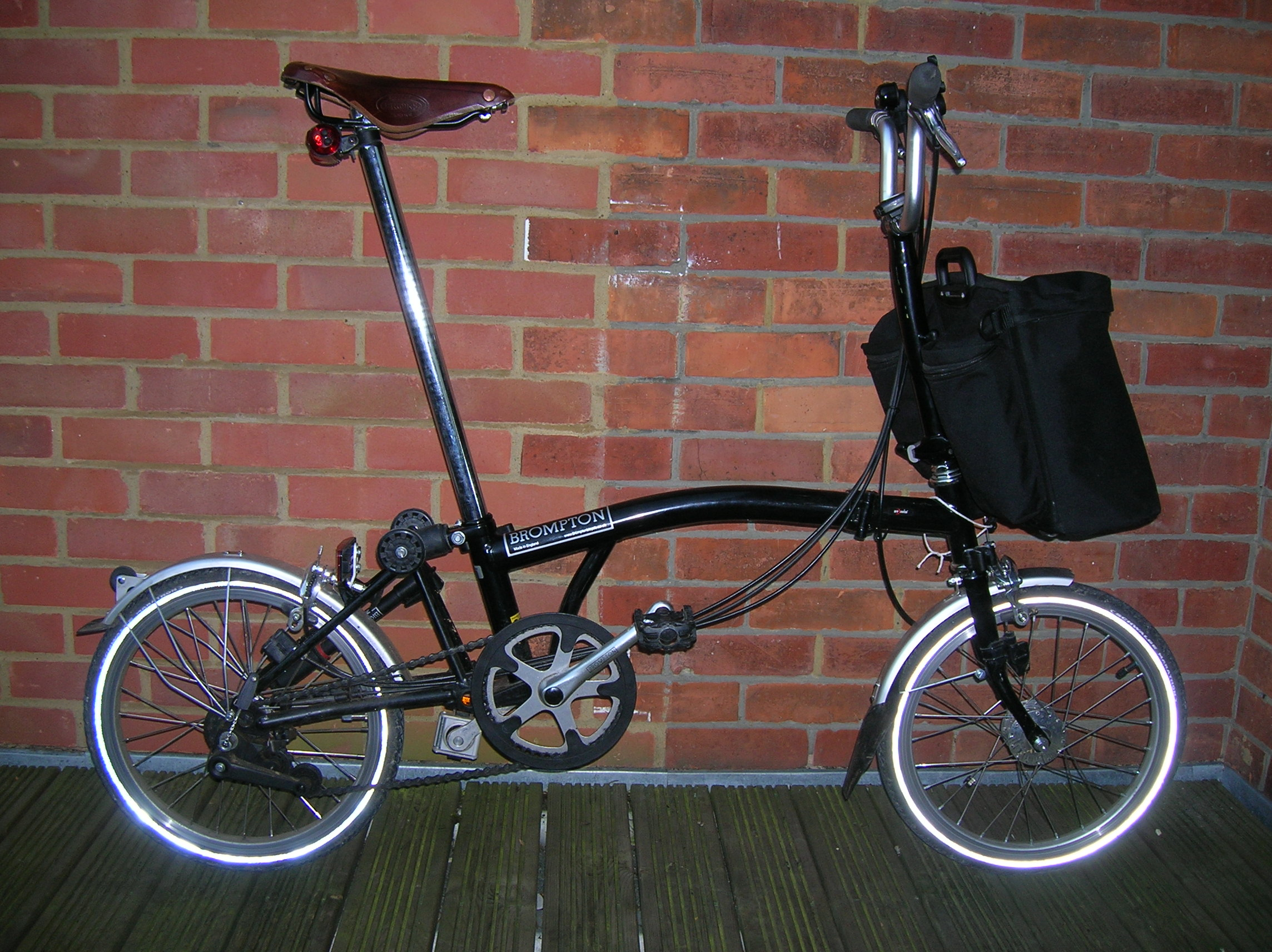
Una bicicleta plegable Brompton.

Las bicicletas plegables, también conocidas solamente como plegables, son un tipo de bicicleta que incorpora bisagras o codos en el cuadro y manubrio, que permiten doblarla y dejarla en un tamaño más compacto. Por lo general este tipo de bicicletas tienen ruedas de 20 pulgadas de diámetro o menos. Las bicicletas plegables se pueden subir al transporte público y se pueden introducir a oficinas, departamentos y otros sitios en donde una bicicleta convencional no podría ingresar. Estas características facilitan el método de transporte mixto (bicicleta y transporte público), debido a que las bicicletas plegables no necesitan ser encadenadas en la calle o estaciones de tren. El plegado también facilita el transporte de la bicicleta en los vehículos.
Las bicicletas plegables cuestan por lo general más que una bicicleta convencional, ya que incorporan en su estructura una mayor cantidad de piezas necesarias para el plegado y ajuste del cuadro en una posición rígida cuando no están plegadas. Esto se traduce en un diseño más complicado, lo cual a su vez significa una mayor complejidad a la hora de manufacturarlas. Esto se suma al pequeño mercado que existe para este tipo de bicicletas. Como alternativa al plegado, algunos modelos logran los mismos resultados separándose en una o más partes, facilitando así su transporte y almacenamiento. Es común que este tipo de bicicletas se categorice como plegable, aunque también se les conoce como desarmables. En la actualidad podemos encontrar, tanto urbanas como de montaña.

## Historia y desarrollo

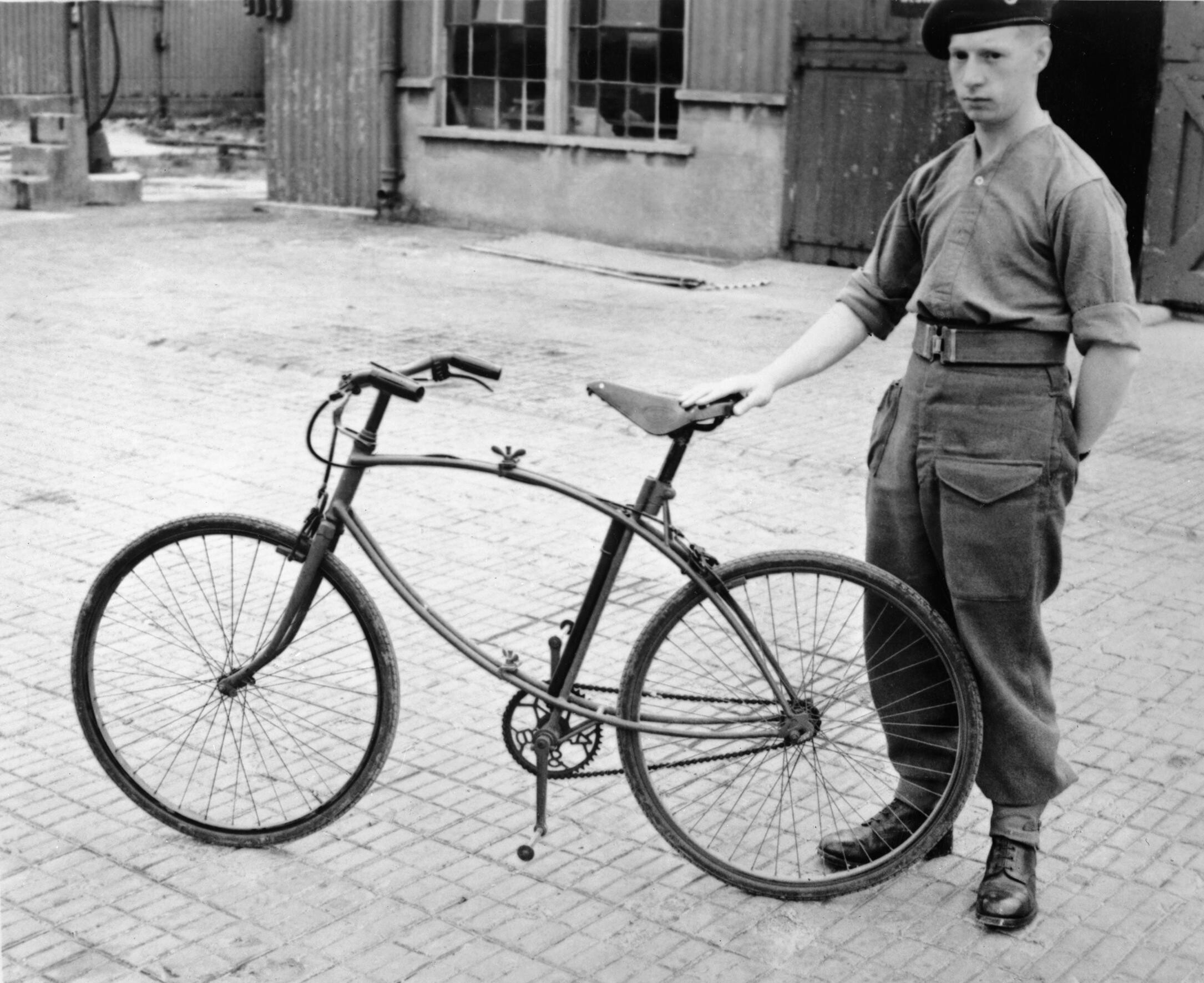
Bicicleta BSA plegable paracaidista.

En 1878 en Inglaterra, William Henry James Grout patenta un biciclo plegadizo, la primera bicicleta «portátil».
El interés militar en las bicicletas surgió en la década de 1890, y el ejército francés y otros implementaron bicicletas plegables para el uso de la Infantería ciclista. En 1900, Mikael Pedersen desarrolla una versión plegable de la bicicleta Pedersen para el ejército británico que pesaba 15 libras (6.8 kg) y tenía ruedas de 24 pulgadas. Se incluye un armazón para sujetar rifles y fue utilizado en la segunda guerra bóer.
En 1915 en Italia, el empresario Edoardo Bianchi produjo una bicicleta plegable para el Ejército Italiano con tirantes del asiento telescópicos, una ballesta en el eje de pedalier, un horquilla de resorte y neumáticos de gran tamaño. Bianchi ahora lo llama la primera bicicleta de «doble suspensión de montaña!» y ya que estamos con el tema de doble suspensión y aunque no plegable, la marca Pierce tuvo una bicicleta de carretera de doble suspensión en el cambio de siglo conocida como la Pan American (Panamericana).
La bicicleta plegable aerotransportable BSA británica fue utilizada desde 1939-1945 en la Segunda Guerra Mundial por los paracaidistas británicos.
El Ministerio de la Guerra en 1941 pidió una máquina que pesara menos de 23 libras (10.5 kg) y que pueda soportar los impactos de caída con un paracaídas. BSA abandonó para esta tarea el cuadro de diamante tradicional ya que era demasiado débil para el golpe e hizo un cuadro elíptico de dos tubos paralelos, uno que forma el tubo superior y el tirante del asiento y el otro para la vaina y el tubo inferior. Las bisagras estaban frente al eje pedalier y en la posición correspondiente en la parte delantera del sillin, sujeta por tuercas de mariposa. Los pedales pueden invertirse para evitar enganches. Tenía un cuadro de 21 pulgadas, neumáticos de 26x1⅜", frenos caliper, protector de cadena, y sillín BSA en cuero con resortes, el cuadro pesaba 4¾ lb (2 kg).
La bicicleta fue utilizada por los paracaidistas británicos en los desembarcos de la batalla de Normandía y en la batalla de Arnhem.

## Desempeño

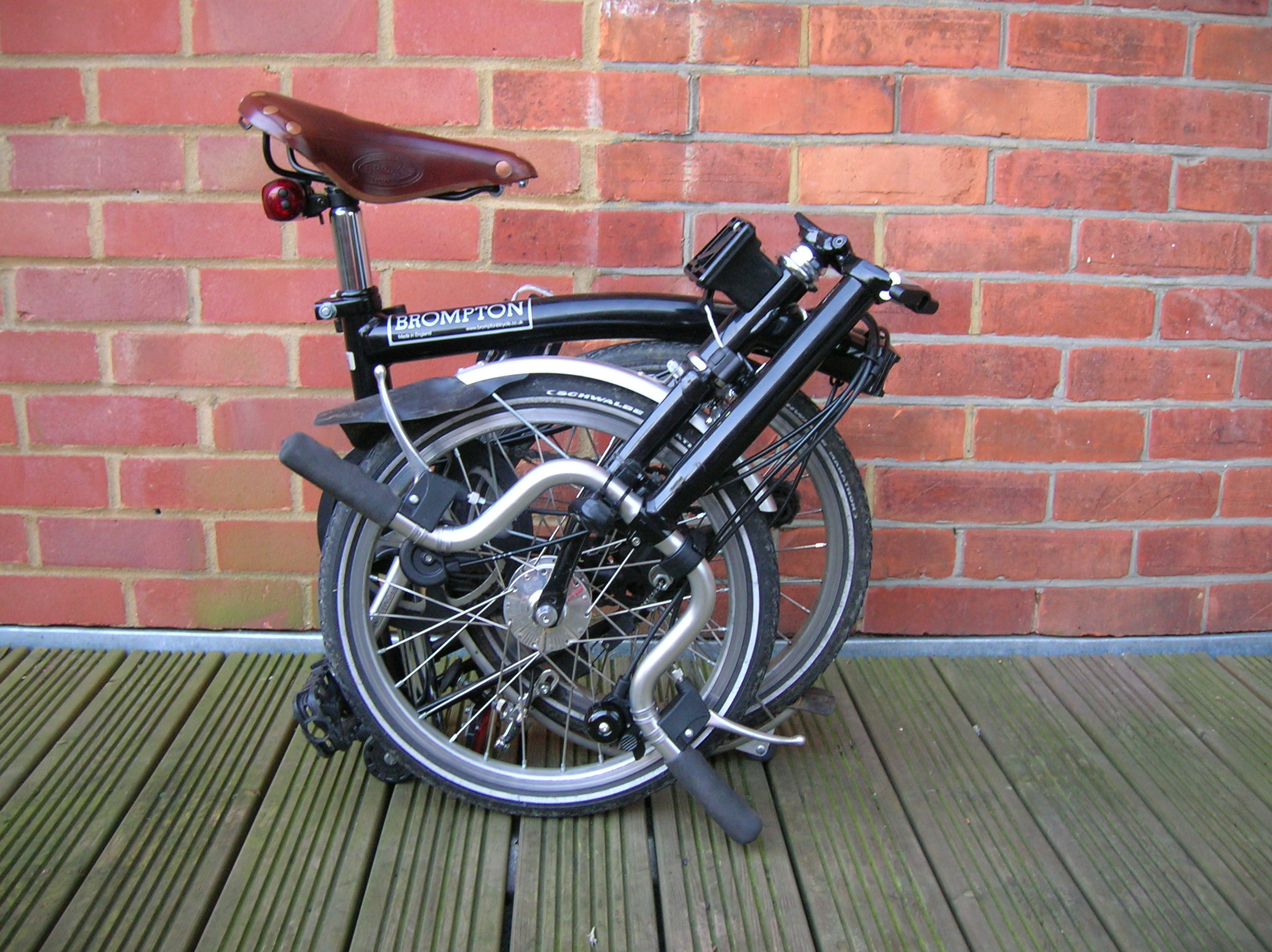
Brompton plegada, vista lateral. Nótese el sillin inglés en cuero Brooks.

La mayoría de las bicicletas plegables han sido diseñadas para ciclismo urbano, haciéndolas más robustas, confortables y convenientes, sacrificando así la velocidad. Solo una pequeña porción de las bicicletas plegables que existen en el mercado están hechas para la velocidad. Las bicicletas plegables tienen diversas cosas en común: la mayoría utiliza neumáticos pequeños (20" o menores). A menor tamaño del neumático, mayor la aspereza del viaje. Es común que las bicicletas plegables tengan ruedas pequeñas, lo que también contribuye a tener viajes más ásperos. Para evitarlo, algunas marcas incorporan llantas anchas. También se pueden agregar sistemas de suspensión al diseño de la bicicleta para ofrecer un manejo más suave. Sin embargo, parte de la energía que se utiliza para mover a la bicicleta es absorbida por la suspensión.
No obstante, a pesar de estas características de aspereza, los viajes en bicicletas plegables pueden igualar casi el desempeño de una de rodado promedio, ya que los neumáticos en algunas plegables van inflados a presiones de hasta 100 psi, lo que reduce considerablemente la fricción entre el neumático y la superficie de rodado. También en algunos casos se combinan junto a neumáticos delgados para reducir la fricción y mejorar el desempeño.
Las bicicletas plegables a menudo se separan o pliegan en la parte media del cuadro, lo cual, dependiendo del diseño, hace que el cuadro sea más débil y provoca una mayor flexión al absorber los golpes. Con frecuencia se usan asientos y manubrios de mayor longitud en las bicicletas plegables. Debido a que las bicicletas plegables necesitan una mayor cantidad de partes móviles que les permitan plegarse y ajustarse cuando se encuentran desplegadas, su diseño es más complicado y requieren más piezas, que a su vez pueden fallar potencialmente.

## Tamaño

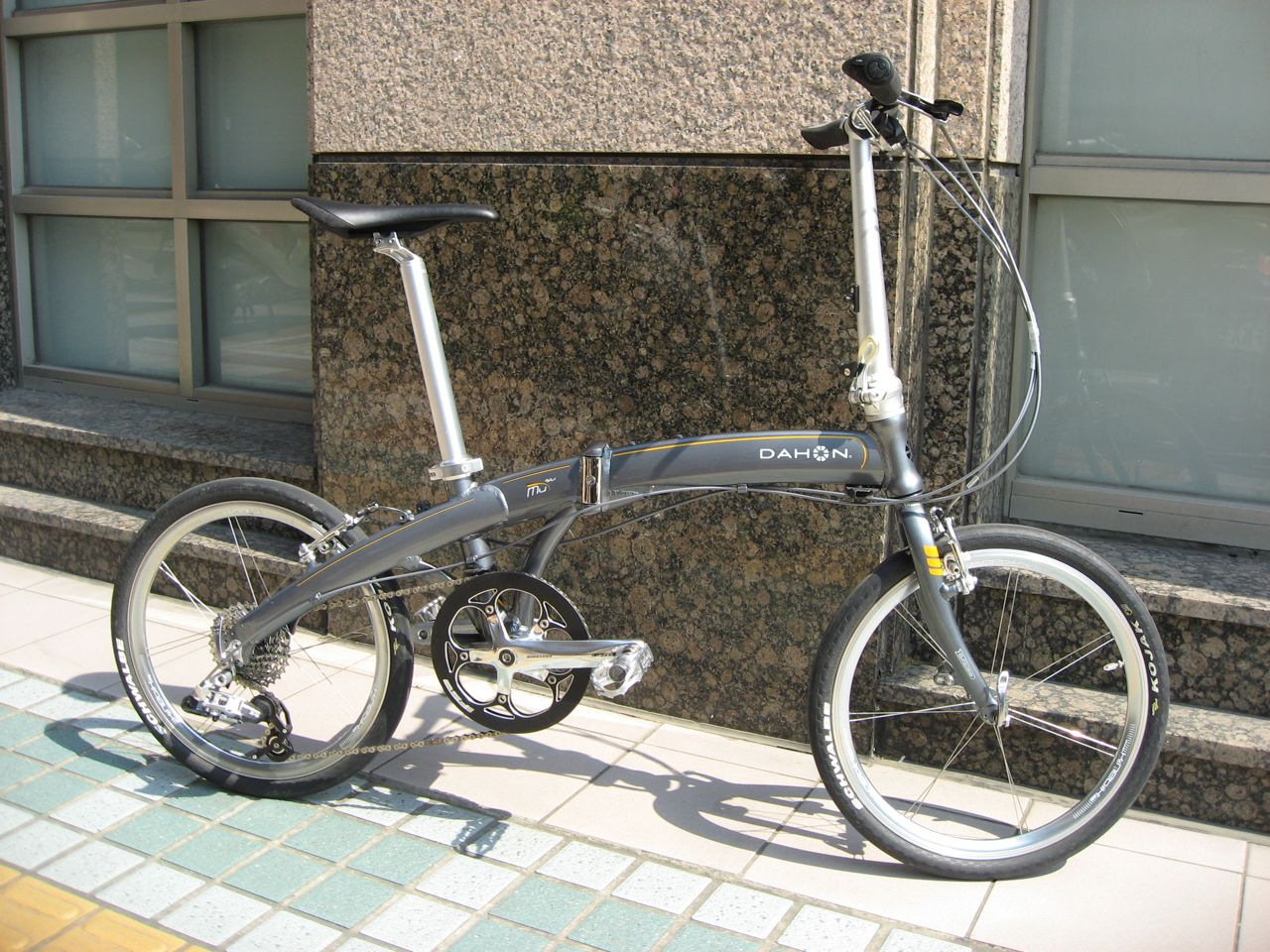
Bicicleta plegable Dahon Mμ SL 2009, está diseñada para velocidad y agilidad.

Las bicicletas plegables tienen por lo general una amplia gama de piezas ajustables a diferencia de sus homólogas convencionales, ya que se necesita acomodar a los distintos tipos de conductores. Los postes del asiento y manubrio en las plegables se extienden de 3 a 4 veces más alto que las bicicletas convencionales. Incluso se comercializan postes que superan estas dimensiones para proporcionar un mayor rango de ajuste. A pesar de que el tamaño de las bicicletas plegables es menor que el de las bicicletas convencionales, las proporciones que hay entre el manubrio, asiento, cuadro y otras partes son similares a la de las bicicletas convencionales.

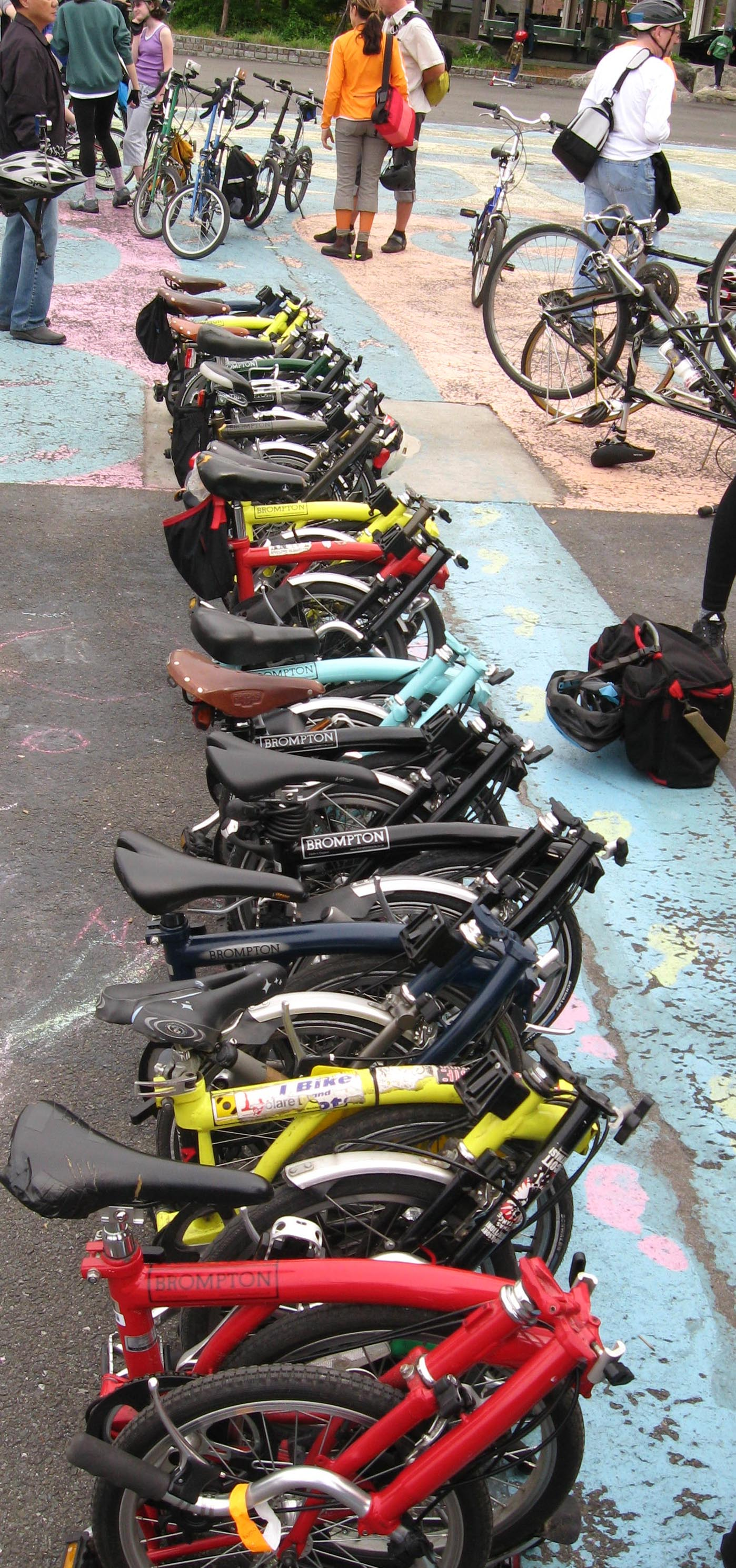
Bicicletas Brompton plegadas de diferentes colores en Nueva York. La mitad retiene sus sillínes suministrados de fábrica.

La distancia entre ejes de muchos diseños de bicicletas plegables es similar a las bicicletas no plegables. Sin embargo se comienzan a popularizar las bicicletas plegables con rodado 26". Muchos fabricantes están produciendo bicicletas plegables diseñadas con los sistemas plegables que permiten utilizar llantas de rodado 26". Por ejemplo Montague Corporation basa todos los diseños de sus bicicletas plegables en llantas de rodado 26".

## Métodos de plegado

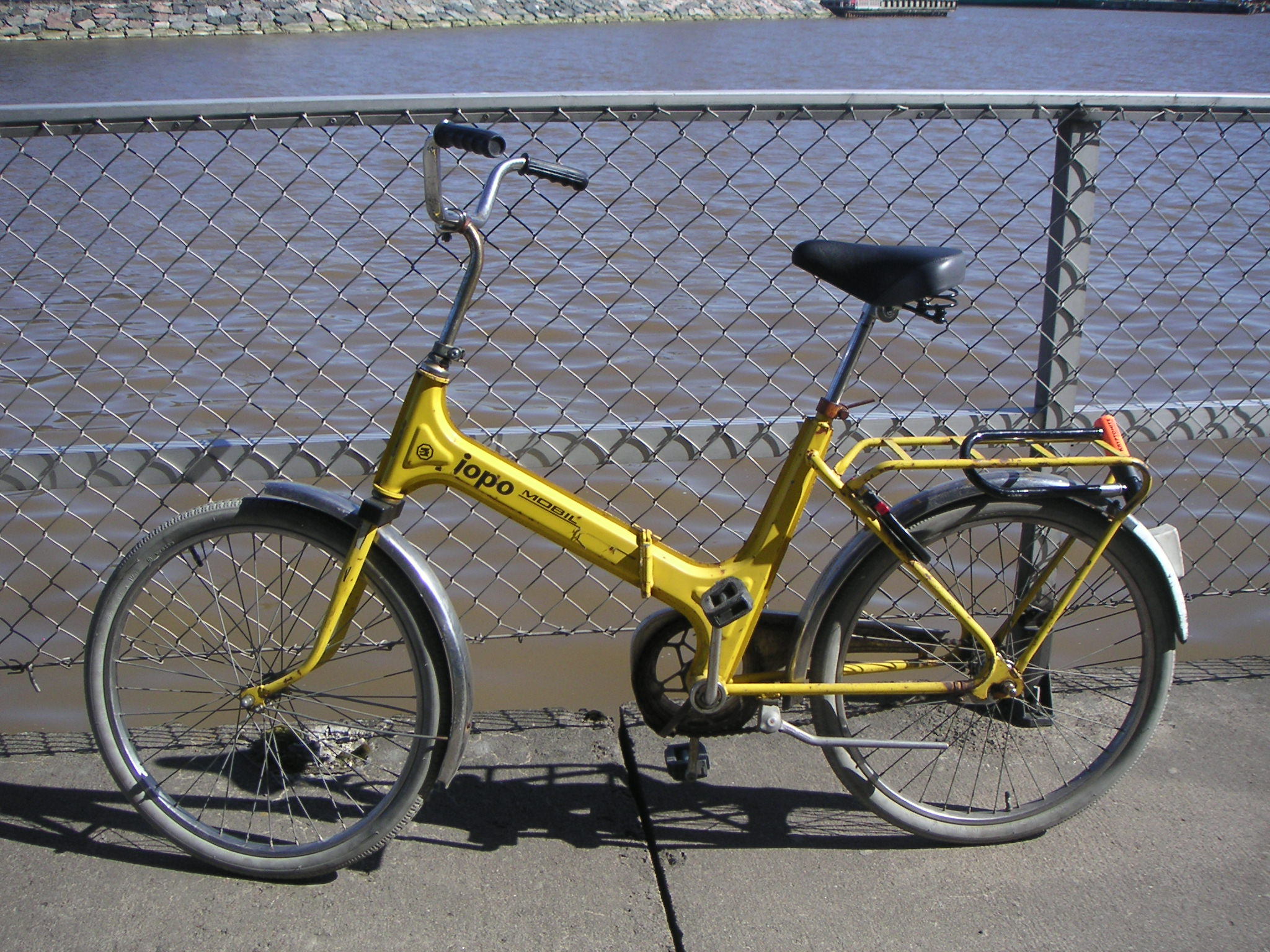
La bicicleta Jopo de Helkama es uno de los fenómenos más simpáticos en diseño finlandés de los ’60. Hoy en día, Helkama aún sigue comercializándolas con pequeñas modificaciones. Aquí mostrando la versión plegable con cuadro de bisagras y manubrio y asiento regulable.

La amplia variedad de bicicletas plegables que existen reflejan los diferentes métodos que existen para el plegado. Los plegados más sencillos consisten en una sola bisagra en la parte media del cuadro que permite doblarla por la mitad. Las bicicletas construidas con este patrón poseen generalmente bisagras que permiten elevar y disminuir los postes del asiento y manubrio de una manera rápida. Las bicicletas plegables con métodos de plegado sencillo tienden a tener llantas más grandes, algunas veces del mismo tamaño que de las no plegables, para aquellos usuarios en los que el tamaño de la bicicleta no es tan importante como el de las virtudes de tener llantas más grandes. Las plegables más grandes son lo suficientemente compactas como para llevarse en remolque pero demasiado grandes como para subirlas a un autobús o camión urbano. La mayoría sigue al menos el patrón clásico del cuadro en forma de diamante. Esos tipos de bicicleta fueron hechos como líneas alternas a las bicicletas regulares a mediados del siglo XX, pero redefinidas posteriormente.
Se puede utilizar una bisagra en el cuadro para doblar la parte del triángulo trasero y la llanta doblada hacia abajo y girada hacia adelante, bajo el tubo en el cuadro principal, tal y como lo hacen los modelos Swift Folder y Bike Friday. Esta bisagra puede ser combinada con una horquilla delantera plegable como en la Birdy. Las bicicletas Bromton y Dahon utilizan bisagras ajustables en el mismo marco, así como manubrio plegable. Los mecanismos de plegado por lo general incluyen cerraduras de liberación rápida, lo cual determina el tiempo promedio de plegado/desplegado - una consideración que se debe tomar cuando se utilice la bicicleta en modo mixto. Mecanismos de plegado suelen incluir los bisagras o cerraduras, que afectan a la velocidad de la pliegue/despliegue.
Bike Friday ofrece un modelo, el «Tikit», con un mecanismo de plegado activado por cables que no requiere bisagras o cerraduras, para aumentar la velocidad del plegado.
Los mecanismos de plegado hacen que se incremente por lo general el peso y costo, pero a su vez permitiendo un tamaño final más compacto; también se tiende a utilizar ruedas más pequeños. Las ruedas de 24" son las llantas más grandes utilizadas para bicicletas con bisagras, aunque cabe mencionar que también se utilizan otras medidas, generalmente de 16" o 20" pulgadas. Existen otros sistemas de plegado, tales como las bicicletas Montague, en las cuales se utiliza el tubo del asiento como punto central del plegado del cuadro. Este sistema utiliza un tubo dentro de otro para proporcionarle a la bicicleta una mayor rigidez en la torsión. Permite que el usuario pliegue la bicicleta sin la necesidad de "romper" los tubos vitales, preservando así, la integridad estructural del diamante en el cuadro. Este sistema se opera por un gancho situado en la parte superior del tubo de la bicicleta.
Algunas otras bicicletas tales como la Airnimal y Bike Friday se pliegan y desarman parcialmente para permitir empacarse en una mochila de viaje o maleta. La Giatex se pliega y retrae, ajustándose a la altura del conductor. La Gekko se pliega en la parte del poste del asiento asemejándose a una sombrilla al revés. La iXi se rompe literalmente en 2 mitades. La Strida posee un cuadro triangular que asemeja a un uniciclo cuando se encuentra desplegada. La A-bike es parecida a la Strida pero tiene ruedas más pequeñas y compactas. Las bicicletas que son más pequeñas que una Brompton son en ocasiones conocidas como bicicletas portables. Renuncian al desempeño y fácil manejo de sus contrapartes homólogas, adquiriendo características similares a las de un scooter plegable para adulto.

## Utilización
A menudo las bicicletas plegables son asociadas con los transportistas urbanos. Aquellas personas que se transportan en diversos medios de transporte, pliegan y despliegan sus bicicletas varias veces al día y la cargan en el transporte público por lo general buscan una bicicleta que sea de plegado rápido y sencillo, y sobre todo que ocupe poco espacio a la hora de ser guardadas en sus respectivas casas. Los usuarios de zonas costeras, tales como los guardacostas, optan por bicicletas que se plieguen de modo compacto, de modo que se ajuste al tamaño de los botes. Algunos más las utilizan solamente de manera recreativa, y podrían desplegar la bicicleta algunas veces al mes para dar un paseo en el parque, por lo que están dispuestos más a menudo a sacrificar la facilidad y velocidad del doblado para obtener una mayor comodidad y velocidad.
A pesar de que las bicicletas plegables tienen reputación de ser lentas, las plegables de alta velocidad pueden llegar a alcanzar altas velocidades.

## A bordo del transporte público

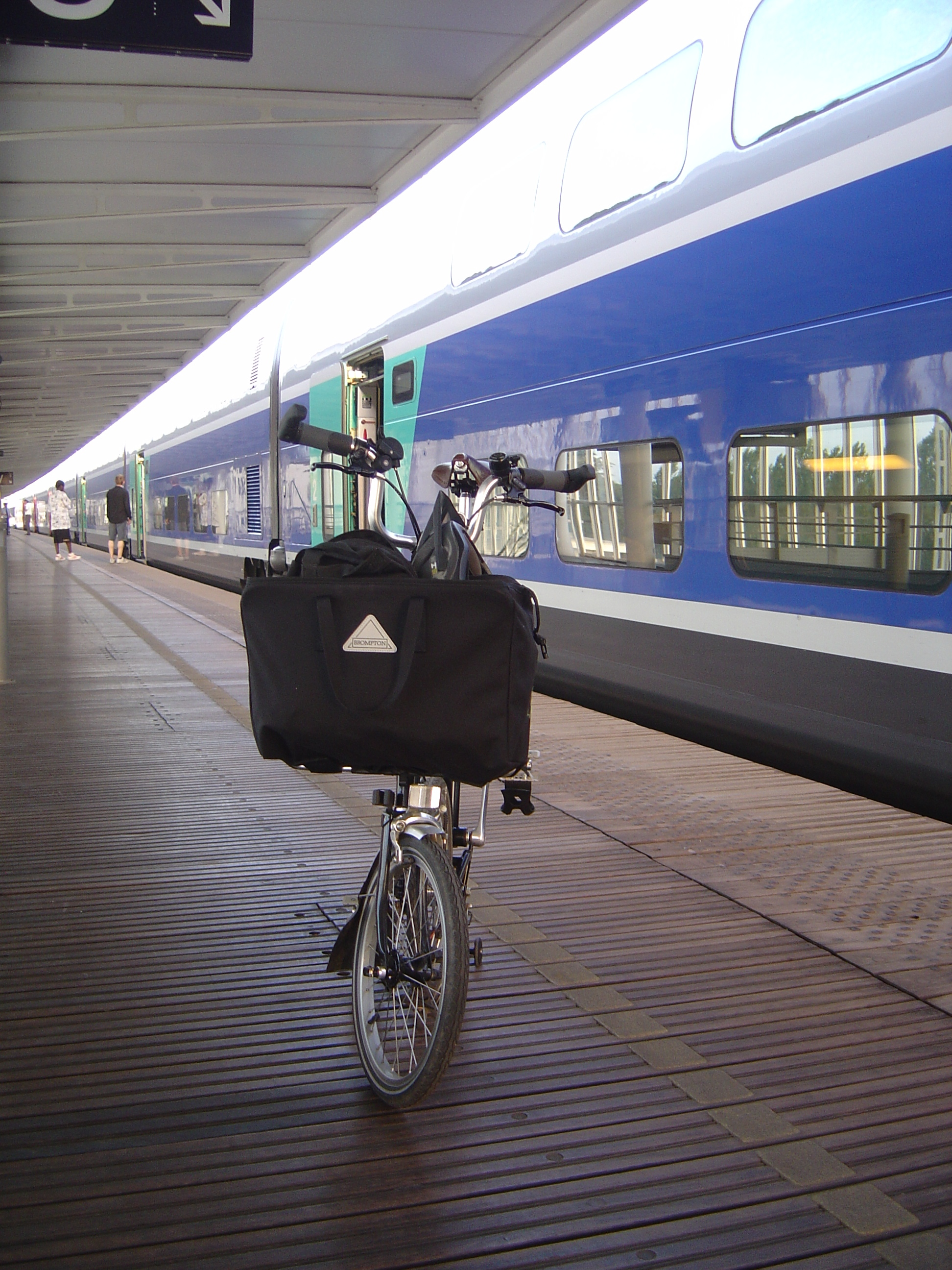
Una Brompton en andén de la estación de Aviñón en Francia

Debido a la pequeña cantidad de espacio que ocupa una bicicleta plegable, algunos trenes y líneas de autobús permiten llevarlas a bordo. Muchas organizaciones de transporte urbano prohíben o restringen la utilización de otro tipo de bicicletas, y muchas insisten en que las bicicletas plegables deben ser llevadas en bolsas o cubiertas para proteger a los demás pasajeros de posibles manchas causadas por la grasa o mugre acumuladas en la bicicleta. Algunas líneas de autobús restringen el transporte de bicicletas plegables en horarios pico.
Se pueden transportar bicicletas sin plegar exclusivamente en los autobuses provistos de soporte específico exterior (portabicicletas).

## Ejemplos
Existen bicicletas plegables de las siguientes marcas notables::
- A-bike
- Bike Friday
- Bike Friday's  Tikit
- Birdy
- Bootie
- Bridgestone Picnica
- Brompton Bicycle
- Changebike
- Dahon
- Di Blasi
- KHS Bicycles
- Melon Bicycles
- Montague Bikes
- Moulton Bicycle
- Pedego Electric Bikes
- Raleigh Twenty
- Strida
- Swift Folder
- Tern

## Otros proyectos
- Portal:Transportes. Contenido relacionado con Transportes.

- Datos: Q1137570
- Multimedia: Folding bicycles / Q1137570